# Listă de corpuri cerești cu denumiri românești
Există mai multe corpuri cerești care au primit denumiri românești sau poartă numele unor cercetători de origine română:

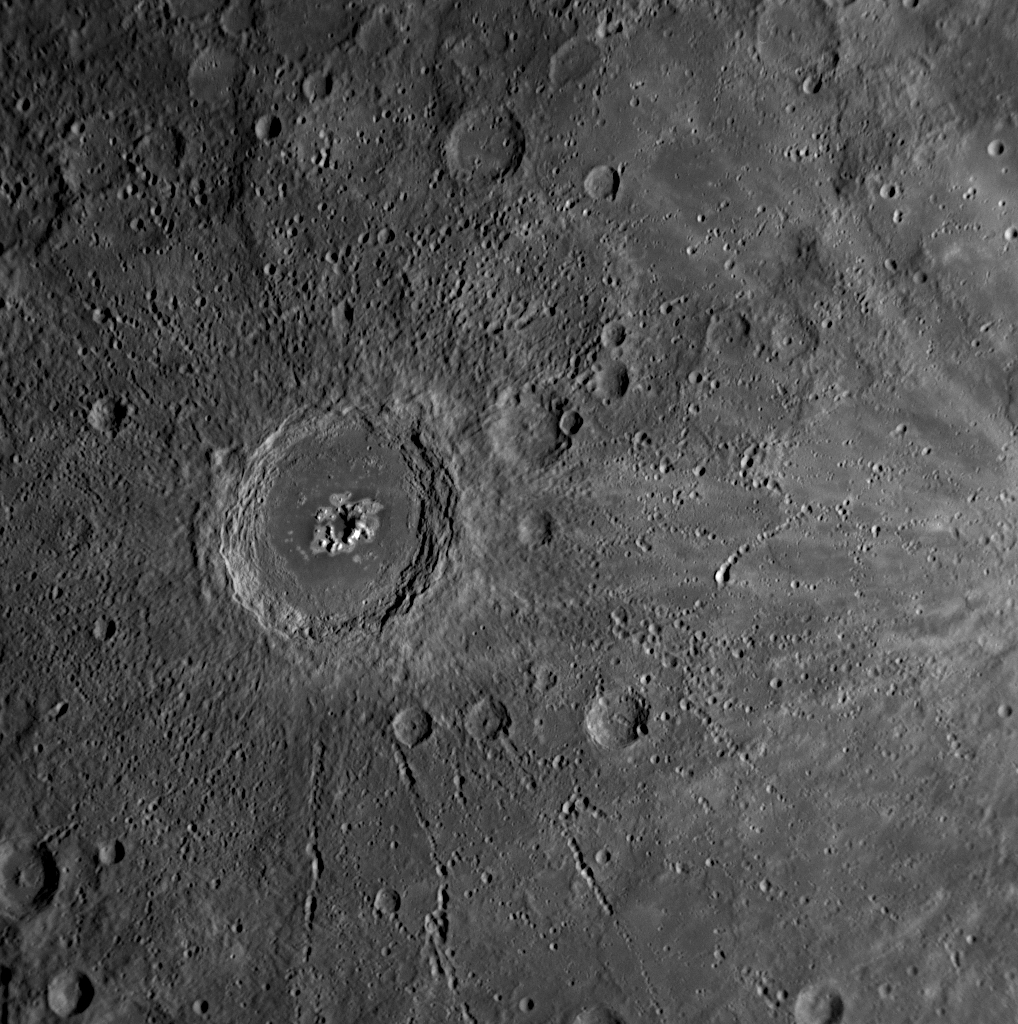
Craterul Eminescu, de pe planeta Mercur, este cel proeminent, aflat în stânga centrului imaginii

## PeMercur
- Eminescu (crater)

## PeVenus
- Văcărescu (crater) (după scriitoarea Elena Văcărescu)
- Irinuca (crater)
- Natalia (crater)
- Veta (crater)
- Zina (crater)
- Esterica (crater)
- Darclée (patera) (după soprana Hariclea Darclée)

## PeLună
- Haret (crater) (după Spiru Haret)
- Montes Carpatus

## PeMarte

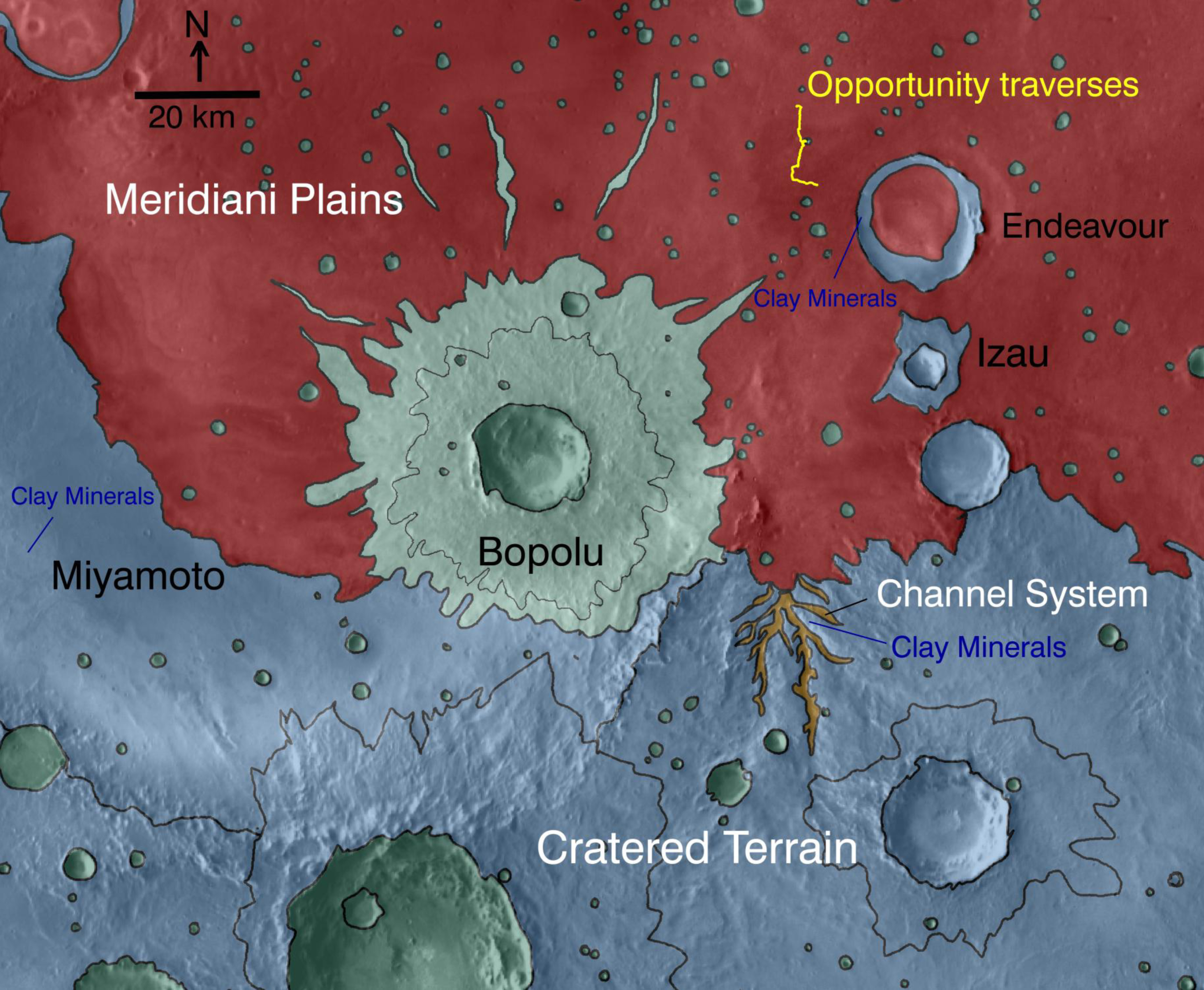
Craterul Iazu în dreapta sus sub craterul Endeavour

- Rhabon Valles (Rhabon - nume dacic al Jiului)[1]
- Iazu (crater) (2°41′S 5°12′W / 2.69°S 5.2°V)
- Batoș (crater) (21°42′N 29°30′W / 21.7°N 29.5°V)
- Oituz (crater) (23°28′N 341°14′W / 23.46°N 341.24°V)[2], denumire primită în anul 2018.

## Încentura de asteroizi
- 1381 Danubia
- 1436 Salonta
- 1537 Transylvania
- 2331 Parvulesco[3]
- 2419 Moldavia[4]
- 3359 Purcari
- 4268 Grebenikov
- 4633 Marinbica, denumit astfel în amintirea lui Marin Dacian Bica (1970–2013), profesor de fizică și astronomie din Oradea.[5]
- 6429 Brâncuși
- 7985 Nedelcu[6] (Dan Alin Nedelcu[nefuncțională – arhivă]
)
- 7986 Romania[7]
- 9253 Oberth
- 9403 Sanduleak[8]
- 9493 Enescu
- 9494 Donici
- 9495 Eminescu
- 10034 Birlan (Mirel Birlan Arhivat în 24 iulie 2014, la Wayback Machine.)
- 10466 Marius-Ioan denumit pentru a onora activitatea profesională a domnului dr. fiz. Marius-Ioan Piso, fondator al Agenției Spațiale Române și a Institutului de Științe Spațiale[9]
- 10707 Prunariu denumit după Dumitru-Dorin Prunariu[9]
- 12498 Dragesco
- 26478 Cristianrosu[10]
- 28854 Budisteanu (cu denumire provizorie: 2000 JP56), după Ionuț Budișteanu [11]
- 31569 Adriansonka [12], denumit după astronomul astronom Adrian Bruno Șonka care activează la Observatorul Astronomic „Amiral Vasile Urseanu” si la Institutul Astronomic al Academiei Romane, ambele din București;
- 36340 Vaduvescu, denumit după astronomul Ovidiu Văduvescu, care activează la Isaac Newton Group of Telescopes (Observatorul Internațional ING) La Palma, Canare, Spania
- 100897 Piatra Neamț
- 130072 Ilincaignat[13] [14]
- 243458 Bubulina[10]
- 257005 Arpadpal (după Arpad Pal)
- 263516 Alexescu[15] (după Matei Alexescu)
- 320790 Anestin (după Victor Anestin)
- 330634 Boico (după Vladimir Boico)
- 346261 Alexandrescu (după Harald Alexandrescu)
- 358894 Demetrescu, denumit în onoarea astronomului Gheorghe Demetrescu (1885-1969)[16]
- 450931 Coculescu, denumit în onoarea astronomului Nicolae Coculescu (1866-1952)[17]
- 555152 Oproiu, denumit după numele astronomului Tiberiu Oproiu (1939-2020), care a activat în cadrul Observatorului de la Cluj-Napoca, în domeniul mecanicii cerești, sateliților artificiali și asteroizilor[12]
- 557045 Nadolschi, denumit după astronomul Victor Nadolschi (1911-1996), care a activat la Observatorul Astronomic din Iași al Universității ”Alexandru Ioan Cuza”, în domeniul eclipselor și astronomiei practice[12];
- 572217 Dramba, denumit după astronomul Constantin Drâmbă (1907-1977), care a activat la Observatorul din București (actual Institut Astronomic al Academiei Române), în domeniul mecanicii cerești[12]
- 646626 Valentingrigore, descoperit în 2008, denumit în onoarea astronomului Valentin Grigore, președinte-fondator al Societății Astronomice Române de Meteori (SARM).

## Comete
- 1943c Daimaca, după astronomul Victor Daimaca, care a descoperit-o la 3 septembrie 1943.
- 1943 W1 VanGelt-Peltier-Daimaca, cometă pe care Victor Daimaca a descoperit-o în data de 16 decembrie 1943, concomitent cu alți doi astronomi, sud-africanul Van Gelt și americanul Peltier.

- C/1898 L1 (Coddington-Pauly) (sau Cometa 1898 VII) - numită după Edwin Foster Coddington și Wolfgang Pauly (de), ultimul fiind un cunoscut compozitor de șah (en) germano-român.

## Stele
- Bârlad V1[18]
- Sanduleak -69° 202 (steaua din care a apărut supernova SN 1987A)
- Galați V1 [19]
- Galați V2 [20]
- Galati V3 [21]
- Galati V4 [22]
- Galati V5 [23]
- Galati V6 [24]
- Galati V8 [25]
- Galati V9 [26]
- Galati V10 [27]
- Galati V11 [28]
- Galati V12 [29]
- Galati V13 [30]
- Schela V1 [31]
- Schela V2 [32]
- Schela V3 [33]
- Schela V4 [34]
- Schela V5 [35]